# Tachybaptus
Genre
Le genre Tachybaptus regroupe six espèces d'oiseaux aquatiques appartenant à la famille des Podicipedidae.

## Liste des espèces et sous-espèces
D'après la classification de référence (version 14.1, 2024) de l'Union internationale des ornithologues, il y a 6 espèces (dont 1 éteinte) du genre Tachybaptus (ordre philogénique) :
- † Tachybaptus rufolavatus (Delacour, 1932) – Grèbe roussâtre ;
- Tachybaptus ruficollis (Pallas, 1764) – Grèbe castagneux ;
- Tachybaptus tricolor (Gray, GR, 1861) – Grèbe tricolore[2] ;
- Tachybaptus novaehollandiae (Stephens, 1826) – Grèbe australasien ;
- Tachybaptus pelzelnii (Hartlaub, 1861) – Grèbe malgache ;
- Tachybaptus dominicus (Linnaeus, 1766) – Grèbe minime.

Parmi celles-ci, une espèce est éteinte :
- †Tachybaptus rufolavatus – Grèbe roussâtre